# Serie Promozione 1927-1928
La Serie Promozione 1927-1928 è stata la 28ª edizione del campionato svizzero di calcio di Serie Promozione (seconda divisione). La squadra vincitrice è stata il Lucerna.

## Regolamento
Le 54 squadre partecipanti furono suddivise in sei gironi a carattere regionale di cui 4 di 9 squadre ciascuno e 1 di 8 squadre e 1 di 10 squadre.
Le prime squadre classificate di ogni girone si affrontarono in una fase finale per stabilire le tre squadre che incontrarono le tre squadre di Serie A terminate in ultima posizione nei rispettivi gironi.
Le tre squadre che vinsero questi incontri retrocedettero o furono promosse.
Le ultime squadre classificate di ciascun girone affrontarono le squadre di Serie B aspiranti alla promozione per stabilire promozioni e retrocessioni.

## Gruppo est 1

### Classifica finale
|  | Pos. | Squadra                | Pt | G  | V  | N | P  | GF | GS | DR  |
|  | ---- | ---------------------- | -- | -- | -- | - | -- | -- | -- | --- |
|  | 1.   | Oerlikon               | 25 | 16 | 12 | 1 | 3  | 48 | 26 | +22 |
|  | 2.   | Red Star Zurigo        | 19 | 16 | 9  | 3 | 4  | 36 | 30 | +6  |
|  | 3.   | Neumünster             | 18 | 16 | 7  | 4 | 5  | 48 | 34 | +14 |
|  | 4.   | Blue Stars Zurigo (II) | 18 | 16 | 8  | 2 | 6  | 40 | 40 | 0   |
|  | 5.   | Baden                  | 17 | 16 | 6  | 5 | 5  | 34 | 26 | +8  |
|  | 6.   | Zurigo (II)            | 17 | 16 | 6  | 4 | 6  | 40 | 39 | +1  |
|  | 7.   | Wohlen                 | 15 | 16 | 5  | 5 | 6  | 39 | 34 | +5  |
|  | 8.   | Lugano (II)            | 13 | 16 | 4  | 5 | 7  | 28 | 37 | -9  |
|  | 9.   | Ballspielclub Zurigo   | 3  | 16 | 1  | 1 | 14 | 22 | 69 | -47 |

Legenda:

      Ammesso alla finale per la promozione in Serie A 1928-1929.
      Spareggi Serie Promozione/Serie B per la retrocessione in Serie B 1928-1929.
Note:

Due punti a vittoria, uno a pareggio, zero a sconfitta.

## Gruppo est 2

### Classifica finale
|  | Pos. | Squadra         | Pt | G  | V  | N | P  | GF | GS | DR  |
|  | ---- | --------------- | -- | -- | -- | - | -- | -- | -- | --- |
|  | 1.   | Sciaffusa       | 28 | 18 | 13 | 2 | 3  | 53 | 22 | +31 |
|  | 2.   | Frauenfeld      | 28 | 18 | 14 | 0 | 4  | 67 | 32 | +35 |
|  | 3.   | Töss            | 25 | 18 | 11 | 3 | 4  | 55 | 28 | +27 |
|  | 4.   | San Gallo (II)  | 18 | 18 | 7  | 4 | 7  | 36 | 44 | -8  |
|  | 5.   | Winterthur (II) | 17 | 18 | 7  | 3 | 8  | 44 | 35 | +9  |
|  | 6.   | Brühl (II)      | 15 | 18 | 5  | 5 | 8  | 40 | 45 | -5  |
|  | 7.   | Veltheim        | 15 | 18 | 6  | 3 | 9  | 40 | 50 | -10 |
|  | 8.   | Winterthur (SV) | 15 | 18 | 7  | 1 | 10 | 34 | 56 | +22 |
|  | 9.   | Romanshorn      | 13 | 18 | 5  | 3 | 10 | 37 | 60 | -23 |
|  | 10.  | Arbon           | 6  | 18 | 1  | 4 | 14 | 25 | 59 | -34 |

Legenda:

      Ammesso alla finale per la promozione in Serie A 1928-1929.
      Spareggi Serie Promozione/Serie B per la retrocessione in Serie B 1928-1929.
Note:

Due punti a vittoria, uno a pareggio, zero a sconfitta.

### Spareggio per il 1º posto
| Sciaffusa 1 aprile 1928 | Sciaffusa | 4 – 2 | Frauenfeld |  |

## Finale gruppi est 1 e 2
S'incontrarono le due squadre vincenti i rispettivi gironi.
| Oerlikon 15 aprile 1928 | Oerlikon | 2 – 0 | Sciaffusa |  |

| Sciaffusa 22 aprile 1928 | Sciaffusa | 2 – 2 | Oerlikon |  |

## Gruppo centrale 1

### Classifica finale
|  | Pos. | Squadra                  | Pt | G  | V  | N | P  | GF | GS | DR  |
|  | ---- | ------------------------ | -- | -- | -- | - | -- | -- | -- | --- |
|  | 1.   | Lucerna                  | 29 | 16 | 14 | 1 | 1  | 61 | 7  | +54 |
|  | 2.   | Young Boys (II)          | 21 | 16 | 10 | 1 | 5  | 49 | 24 | +25 |
|  | 3.   | Bienne-Boujean           | 21 | 16 | 10 | 1 | 5  | 37 | 25 | +12 |
|  | 4.   | Madretsch                | 21 | 16 | 10 | 1 | 5  | 34 | 24 | +10 |
|  | 5.   | Victoria Berna           | 18 | 16 | 8  | 2 | 6  | 39 | 30 | +9  |
|  | 6.   | Kickers Lucerna          | 13 | 16 | 6  | 1 | 9  | 28 | 37 | -11 |
|  | 7.   | Berna (II)               | 13 | 16 | 6  | 1 | 9  | 28 | 41 | -13 |
|  | 8.   | Cercle des Sports Bienne | 4  | 16 | 1  | 2 | 13 | 18 | 53 | -35 |
|  | 9.   | Soletta (II)             | 4  | 16 | 1  | 2 | 13 | 12 | 65 | -43 |

Legenda:

      Ammesso alla finale per la promozione in Serie A 1928-1929.
      Spareggi Serie Promozione/Serie B per la retrocessione in Serie B 1928-1929.
Note:

Due punti a vittoria, uno a pareggio, zero a sconfitta.

### Spareggio per la ultima posizione
| ? ? 1928 | Cercle des Sports Bienne | 2 – 0 | Soletta |  |

## Gruppo centrale 2

### Classifica finale
|  | Pos. | Squadra               | Pt | G  | V  | N | P  | GF | GS | DR  |
|  | ---- | --------------------- | -- | -- | -- | - | -- | -- | -- | --- |
|  | 1.   | Black Stars Basilea   | 29 | 16 | 14 | 1 | 1  | 61 | 7  | +54 |
|  | 2.   | Nordstern (II)        | 23 | 16 | 11 | 1 | 4  | 38 | 22 | +16 |
|  | 3.   | Basilea (II)          | 21 | 16 | 10 | 1 | 5  | 49 | 24 | +25 |
|  | 4.   | Allschwil             | 21 | 16 | 10 | 1 | 5  | 34 | 24 | +10 |
|  | 5.   | Olten                 | 16 | 16 | 7  | 2 | 7  | 36 | 31 | +5  |
|  | 6.   | Breite Basilea        | 13 | 16 | 6  | 1 | 9  | 28 | 37 | -9  |
|  | 7.   | Old Boys Basilea (II) | 13 | 16 | 6  | 1 | 9  | 28 | 41 | -13 |
|  | 8.   | Helvetik Basilea      | 4  | 16 | 1  | 2 | 13 | 18 | 53 | -45 |

Legenda:

      Ammesso alla finale per la promozione in Serie A 1927-1928.
      Spareggi Serie Promozione/Serie B per la retrocessione in Serie B 1928-1929.
Note:

Due punti a vittoria, uno a pareggio, zero a sconfitta.

## Finale gruppi centrali 1 e 2
S'incontrarono le due squadre vincenti i rispettivi gironi.
| Lucerna 25 marzo 1928 | Lucerna | 4 – 1 | Black Stars Basilea |  |

| Basilea 1 aprile 1928 | Black Stars Basilea | 1 – 5 | Lucerna |  |

## Gruppo ovest 1

### Classifica finale
|  | Pos. | Squadra                              | Pt | G  | V  | N | P  | GF | GS | DR  |
|  | ---- | ------------------------------------ | -- | -- | -- | - | -- | -- | -- | --- |
|  | 1.   | Forward Morges                       | 26 | 16 | 12 | 1 | 1  | 50 | 16 | +34 |
|  | 2.   | Servette (II)                        | 25 | 16 | 12 | 1 | 3  | 60 | 27 | +33 |
|  | 3.   | Montreux-Sports                      | 25 | 16 | 11 | 3 | 1  | 48 | 21 | +27 |
|  | 4.   | Template:Calcio Racing-Club Lausanne | 20 | 16 | 9  | 2 | 5  | 53 | 32 | +21 |
|  | 5.   | Monthey                              | 17 | 16 | 8  | 1 | 7  | 44 | 29 | +15 |
|  | 6.   | Villeneuve-Sports                    | 11 | 16 | 4  | 3 | 9  | 19 | 36 | -17 |
|  | 7.   | Vevey                                | 10 | 16 | 5  | 0 | 11 | 26 | 56 | -30 |
|  | 8.   | Stade Nyonnais                       | 9  | 16 | 3  | 3 | 10 | 26 | 59 | -33 |
|  | 9.   | Club Athletique Ginevra              | 1  | 16 | 0  | 1 | 15 | 15 | 65 | -50 |

Legenda:

      Ammesso alla finale per la promozione in Serie A 1928-1929.
      Spareggi Serie Promozione/Serie B per la retrocessione in Serie B 1928-1929.
Note:

Due punti a vittoria, uno a pareggio, zero a sconfitta.

## Gruppo ovest 2

### Classifica finale
|  | Pos. | Squadra                | Pt | G  | V  | N | P  | GF | GS | DR  |
|  | ---- | ---------------------- | -- | -- | -- | - | -- | -- | -- | --- |
|  | 1.   | Concordia Yverdon      | 24 | 16 | 10 | 4 | 2  | 47 | 21 | +26 |
|  | 2.   | Stade Lausanne         | 22 | 16 | 9  | 4 | 3  | 45 | 26 | +19 |
|  | 3.   | Couvet                 | 22 | 16 | 10 | 2 | 4  | 48 | 28 | +20 |
|  | 4.   | Renens                 | 21 | 16 | 8  | 5 | 3  | 31 | 20 | +11 |
|  | 5.   | Étoile-Sporting (II)   | 15 | 16 | 7  | 1 | 8  | 31 | 40 | -9  |
|  | 6.   | La Chaux-de-Fonds (II) | 11 | 16 | 4  | 3 | 9  | 25 | 36 | -11 |
|  | 7.   | Friburgo (II)          | 11 | 16 | 3  | 5 | 8  | 19 | 37 | -18 |
|  | 8.   | Orbe                   | 10 | 16 | 4  | 2 | 10 | 26 | 47 | -21 |
|  | 9.   | Losanna (II)           | 8  | 16 | 1  | 6 | 9  | 26 | 43 | -17 |

Legenda:

      Ammesso alla finale per la promozione in Serie A 1928-1929.
      Spareggi Serie Promozione/Serie B per la retrocessione in Serie B 1928-1929.
Note:

Due punti a vittoria, uno a pareggio, zero a sconfitta.

## Finale gruppi ovest 1 e 2
S'incontrarono le due squadre vincenti i rispettivi gironi.
| Yverdon 29 aprile 1928 | Concordia Yverdon | 2 – 4 | Forward Morges |  |

| Morges 6 maggio 1928 | Forward Morges | 1 – 1 | Concordia Yverdon |  |

## Fase finale
S'incontrarono le tre squadre vincenti i rispettivi gironi, per stabilire la squadra campione di categoria.
| Morges 23 maggio 1928 | Forward Morges | 0 – 3 | Oerlikon |  |

| Oerlikon 3 giugno 1928 | Oerlikon | 0 – 5 | Lucerna |  |

| Lucerna 17 giugno 1928 | Lucerna | 9 – 0 | Forward Morges |  |

### Classifica finale
|  | Pos. | Squadra        | Pt | G | V | N | P | GF | GS | DR  |
|  | ---- | -------------- | -- | - | - | - | - | -- | -- | --- |
|  | 1.   | Lucerna        | 4  | 2 | 2 | 0 | 0 | 14 | 0  | +14 |
|  | 2.   | Oerlikon       | 2  | 2 | 1 | 0 | 1 | 3  | 5  | -2  |
|  | 3.   | Forward Morges | 0  | 2 | 0 | 0 | 2 | 0  | 12 | -12 |

## Spareggi promozione/retrocessione (Serie A/Serie Promozione)

### Spareggio zona est
| Winterthur 6 maggio 1928 | Winterthur | 2 – 2 | Oerlikon |  |

| Oerlikon 13 maggio 1928 | Oerlikon | 1 – 4 | Winterthur |  |

### Spareggio zona centro
| Soletta 13 maggio 1928 | Soletta | 2 – 1 | Lucerna |  |

| Lucerna 20 maggio 1928 | Lucerna | 2 – 2 | Soletta |  |

### Spareggio zona ovest
| Morges 13 maggio 1928 | Forward Morges | 0 – 1 | Cantonal Neuchâtel |  |

| Neuchâtel 20 maggio 1928 | Cantonal Neuchâtel | 1 – 2 | Forward Morges |  |

#### Spareggio
| Losanna 10 giugno 1928 | Cantonal Neuchâtel | 2 – 0 | Forward Morges |  |

## Verdetti
- Nessuna squadra è promossa in Serie A.

## Spareggi promozione/retrocessione (Serie Promozione/Serie B)

### Gruppo Est 1
| Arbon 22 aprile 1928 | Arbon | 1 – 4 | SCI Juventus Zurigo |  |

| Zurigo 29 aprile 1928 | SCI Juventus Zurigo | 0 – 2 | Arbon |  |

### Spareggi
| San Gallo 13 maggio 1928 | Arbon | 2 – 2 | SCI Juventus Zurigo |  |

| San Gallo 20 maggio 1928 | SCI Juventus Zurigo | 3 – 2 | Arbon |  |

### Gruppo est 2
| Zurigo 6 maggio 1928 | Ballspielclub Zurigo | 2 – 1 | Locarno |  |

| Locarno 13 maggio 1928 | Locarno | 8 – 1 | Ballspielclub Zurigo |  |

### Spareggio
| Lucerna 3 giugno 1928 | Locarno | 3 – 0 | Ballspielclub Zurigo |  |

### Gruppo centrale 1
| Soletta 5 agosto 1928 | Soletta | 0 – 3 | Bienne |  |

| Bienne 12 agosto 1928 | Bienne | 2 – 0 | Soletta |  |

### Gruppo centrale 2
| Basilea 1 luglio 1928 | Helvetik Basilea | 0 – 4 | Liestal |  |

| Liestal 8 luglio 1928 | Liestal | 6 – 0 | Helvetik Basilea |  |

### Gruppo ovest 1
| Ginevra 15 aprile 1928 | Club Athletique Ginevra | 0 – 4 | Étoile Carouge |  |

| Ginevra 6 maggio 1928 | Étoile Carouge | 2 – 0 | Club Athletique Ginevra |  |

### Gruppo ovest 2
| Losanna 15 aprile 1928 | Losanna | 3 – 0 | Gloria-Sports Le Locle |  |

| Le Locle 29 aprile 1928 | Gloria-Sports Le Locle | 1 – 2 | Losanna |  |

## Verdetti finali
- Lucerna è Campione Svizzero di Serie Promozione 1928-1929.
- Nessuna squadra è promossa in Serie A 1928-1929.
- Club Athletique Ginevra, Helvetik Basilea, Soletta, Ballspielclub Zurigo e Arbon sono retrocesse in Serie B 1928-1929.